# كيفن ألدرسون
كيفن ألدرسون (بالإنجليزية: Kevin Alderson)‏ هو لاعب كرة قدم بريطاني في مركز نصف الجناح، ولد في 21 أغسطس 1953 في Shildon ‏ في المملكة المتحدة. لعب مع نادي دارلنجتون.